# Hugo von Müneck

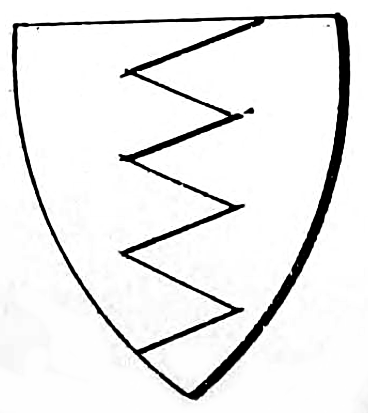
Wappen derer von Mugeneck (Müneck) nach Siebmacher

Ritter Hugo von Müneck war ein Ministeriale des Grafen Rudolf von Tübingen, dem Sohn eines Pfalzgrafen von Tübingen.

## Leben und Wirken
Ritter Hugo von Müneck verkaufte am 21. Januar 1259 seinen Hof Wurmfeld bei Bondorf mit allen Zugehörungen um 126 Pfund Heller an das Kloster Kirchberg. Hugo bezeichnete sich dabei ausdrücklich als Ministeriale des Grafen Rudolf von Tübingen, der auch die Urkunde für ihn ausstellte. Im Jahre 1270 erscheint Ritter Hugo erneut als Zeuge für Graf Rudolf zusammen mit einem Arnold von Müneck. Danach taucht er erst wieder 1291/92 als Zeuge auf. Der seit 1286 genannte Heinrich von Müneck dürfte wohl ein Sohn Hugos gewesen sein.